# Astragalus mirabilis
Astragalus mirabilis är en ärtväxtart som beskrevs av Vladimir Ippolitovich Lipsky. Astragalus mirabilis ingår i släktet vedlar, och familjen ärtväxter. Inga underarter finns listade i Catalogue of Life.